# William Sarabande
William Sarabande (Hollywood, ?) is het pseudoniem van de Amerikaanse schrijfster Joan Lesley Hamilton Cline.
Cline koos een andere naam omdat haar uitgever dacht dat een mannennaam beter zou verkopen. Op zeventienjarige leeftijd publiceerde ze haar eerste verhaal. Ze heeft onderzoeken bijgewoond over het Pleistoceen en Holoceen. In 1990 werd ze samen met Jean Marie Auel uitgeroepen tot populairste schrijfster van historische fictie.
Sarabande is de schrijfster van de serie Kinderen van de Dageraad. De boeken gaan meestal over mensen die in prehistorie leven en op reis zijn naar het oosten en nieuwe gebieden ontdekken.